# نولينة طويلة الأوراق
نولينة طويلة الأوراق (الاسم العلمي:Nolina longifolia) هي نوع من النباتات تتبع جنس النولينة من الفصيلة الهليونية.